# Beatrice av England
Beatrice av England, född 25 juni 1242 i Bordeaux, död 24 mars 1275 i London, var en engelsk prinsessa, dotter till kung Henrik II av England och Eleonora av Provence.
Hon gifte sig 1260 med den senare Johan II av Bretagne. Äktenskapet var ett politiskt arrangemang. Hennes make var arvtagare till hertigdömet Bretagne liksom till Earldom of Richmond i England. Det gav hennes far en allians med franska kontakter, liksom det placerade Earldom of Richmond, som hade strategisk betydelse mot Skottland, under engelsk kontroll. 
Mycket lite är känt om Beatrice. Hennes äktenskap beskrivs som lyckligt, och hon tros ha tillbringat mycket tid i England, då hennes make inte hade ärvt Bretagne förrän efter hennes död utan tillbringade mer tid i sin engelska besittning Richmond. Paret fick sex barn mellan 1260 och 1275. Hon tros ha dött i barnsäng då hon födde sitt sista barn samma år hon dog, men datumen stämmer inte för detta. 